# Габозеро (озеро, Беломорский район)
Габозеро — озеро на территории Сумпосадского сельского поселения Беломорского района Республики Карелии.

## Общие сведения
Площадь озера — 1,8 км². Располагается на высоте 109,6 метров над уровнем моря.
Форма озера лопастная, продолговатая: вытянуто с запада на восток. Берега изрезанные, каменисто-песчаные.
Через озеро протекает река Габ, которая, протекая выше Чундозеро, впадает в озеро Ильино, через которое протекает река Сума, впадающая в Онежскую губу Белого моря (Поморский берег).
В озере более десятка безымянных островов различной площади, однако их количество может варьироваться в зависимости от уровня воды.
С северо-восточной стороны озера проходит лесная дорога.
Код объекта в государственном водном реестре — 02020001411102000008981.